# Abludomelita machaera
Abludomelita machaera är en kräftdjursart. Abludomelita machaera ingår i släktet Abludomelita och familjen Melitidae. Inga underarter finns listade i Catalogue of Life.